# Neshoba County
Neshoba County er et county i den amerikanske delstat Mississippi. 
32°45′N 89°07′V / 32.75°N 89.12°V